# 丸山園本店
株式会社丸山園本店（まるやまえんほんてん）は日本茶を扱う日本の株式会社。日本茶卸問屋・日本茶製造加工包装販売業。東京都新宿区に本社を置く。

## 沿革
- 1928年（昭和3年）11月3日、東京市四谷区新宿一丁目73番地に井ヶ田喜一、製茶販売業、丸山園を創業。
- 1933年（昭和8年）静岡県小笠郡堀之内町340番地に工場新設。製茶、加工、包装を行う。
- 1934年（昭和9年）丸山園顧問として後藤静香（社会教育家）を依属、「お茶は丸山 誠が香る」を標語に店員の教育、親睦、経営全般にわたり指導を受ける。
- 1945年（昭和20年）東京都新宿区内藤町1番地に店舗を移転。
- 1957年（昭和32年）株式会社丸山園に組織を改める。
- 1959年（昭和34年）新宿御苑前ビル（社員寮）完成。
- 1961年（昭和36年）錦糸町ステーションビル内に直売小売店第一号店開店。
- 1962年（昭和37年）静岡県静岡市丸子一丁目12番9号に工場を新設。製茶、加工、包装を行う。
- 1963年（昭和38年）世界初の凍結真空乾燥法、インスタント日本茶製造に成功。
- 1968年（昭和43年）世界初の真空パック包装茶を発売。
- 1973年（昭和48年）丸山園、商号の許可を得る。登録商標『玉の露』の許可を得る。
- 1974年（昭和49年）新宿小田急エース内に10号店として開店。
- 1975年（昭和50年）常陸宮・同妃が静岡工場に行啓し、世界初の全自動包装機を視察する。
- 1977年（昭和52年）ナイロンメッシュガスパック、ティーバッグを新発売。
- 1982年（昭和57年）メリーナ西千葉内に20号店として開店。
- 1988年（昭和63年）川崎BE内に30号点として開店。
- 1993年（平成5年）アトレ新浦安内に40号店として開店。
- 2002年（平成14年）株式会社丸山園と株式会社丸山園本店に分社する。
- 2003年（平成15年）セカンドブランド、日本茶カフェ『一葉』スタート。
- 2004年（平成16年）茅ヶ崎ラスカに日本茶カフェ『一葉』オープン。
- 2012年（平成24年）東京スカイツリータウン・ソラマチ店をオープン。
- 2012年（平成24年）シャル鶴見に『坐月 一葉』オープン。
- 2014年（平成26年）通信販売本格的に開始。
- 2019年（平成31年）創業90年を迎える。

## 事業所
- 本社 - 東京都新宿区新宿1-8-2
- 静岡工場 - 静岡県静岡市駿河区丸子1-2-9

## 歴代社長
- 初代・井ヶ田喜一（いげたきいち）
- 二代目・井ヶ田傳一（いげたでんいち）
- 三代目・井ケ田晋（いげたすすむ）1971-

## 関連人物
- フローラン・ヴェーグ（フランス人として初めて日本茶インストラクターの資格を取得、ECサイト「青鶴茶舗」店主）元・社員。
- リエゾンミサ（起業家。日本茶アルティスト。日本茶アドバイザー。料理研究家。貼り絵作家。）（日本茶カフェWHIZ店主）元・社員。